# Summerau (Gemeinde Rainbach im Mühlkreis)
Summerau ist eine Ortschaft in der Marktgemeinde Rainbach im Mühlkreis im Bezirk Freistadt in Oberösterreich. Die Ortschaft liegt etwa 2 Kilometer westlich des Hauptortes Rainbach. Die Ortschaft hat 740 Einwohner (Stand 1. Jänner 2025).

## Geografie
Wie fast die gesamte Gemeinde Rainbach im Mühlkreis liegt auch die Ortschaft Summerau nach naturschutzfachlicher Gliederung im Leonfeldner Hochland. Charakteristisch dafür ist eine wald- und grünlandreiche Mittelgebirgslandschaft mit kleineren, bäuerlichen Ortschaften. Die Wälder werden meist durch Nadelhölzer wie Fichten oder Kiefern dominiert. Nördlich des Ortskernes liegt der Froscherbach, der über die Moldau Richtung Norden entwässert. Südöstlich des Ortskernes liegt der Rainbach, der über die Feldaist Richtung Süden in die Donau entwässert.

## Geschichte
Summerau wird erstmals 1260 urkundlich erwähnt. 1499 existierten in Summerau 45 Güter, eine Mühle und eine Hofstatt.
Mit dem Ende der Grundherrschaft 1848 entstanden im Gemeindegebiet von Rainbach im Mühlkreis drei eigenständige Gemeinden. Dabei entstand die Ortsgemeinde Summerau, die die Ortschaften Summerau, Labach und Eibenstein umfasste. Erster dokumentierte Gemeindevorstand war Michael Piringer von 1861 bis 1867. Im Jahr 1874 wurde Summerau mit Kerschbaum und Rainbach zur neuen Gemeinde Rainbach vereinigt.
1907 wurde die Freiwillige Feuerwehr Summerau gegründet. Dieser Gründung ging 1904 ein Großbrand voraus, dem 11 Bauernhöfe zum Opfer fielen.
2001 bestanden 201 Gebäude, wobei 164 einen Hauptwohnsitz aufwiesen. Es existierten 16 Arbeitsstätten und 45 land- und forstwirtschaftliche Betriebsstätten.
Seit 2020 gibt es neben dem Bahnhof das Großsägewerk Holzindustrie Herbert Handlos mit Bahnanschluss.

### Bevölkerungsentwicklung
| Jahr      | 2001 | 2011 | 2021 |
| --------- | ---- | ---- | ---- |
| Einwohner | 690  | 737  | 716  |

## Kultur und Sehenswürdigkeiten
In Summerau besteht seit 1977 der UTV (Union Tennis Verein) Summerau.

## Wirtschaft und Infrastruktur

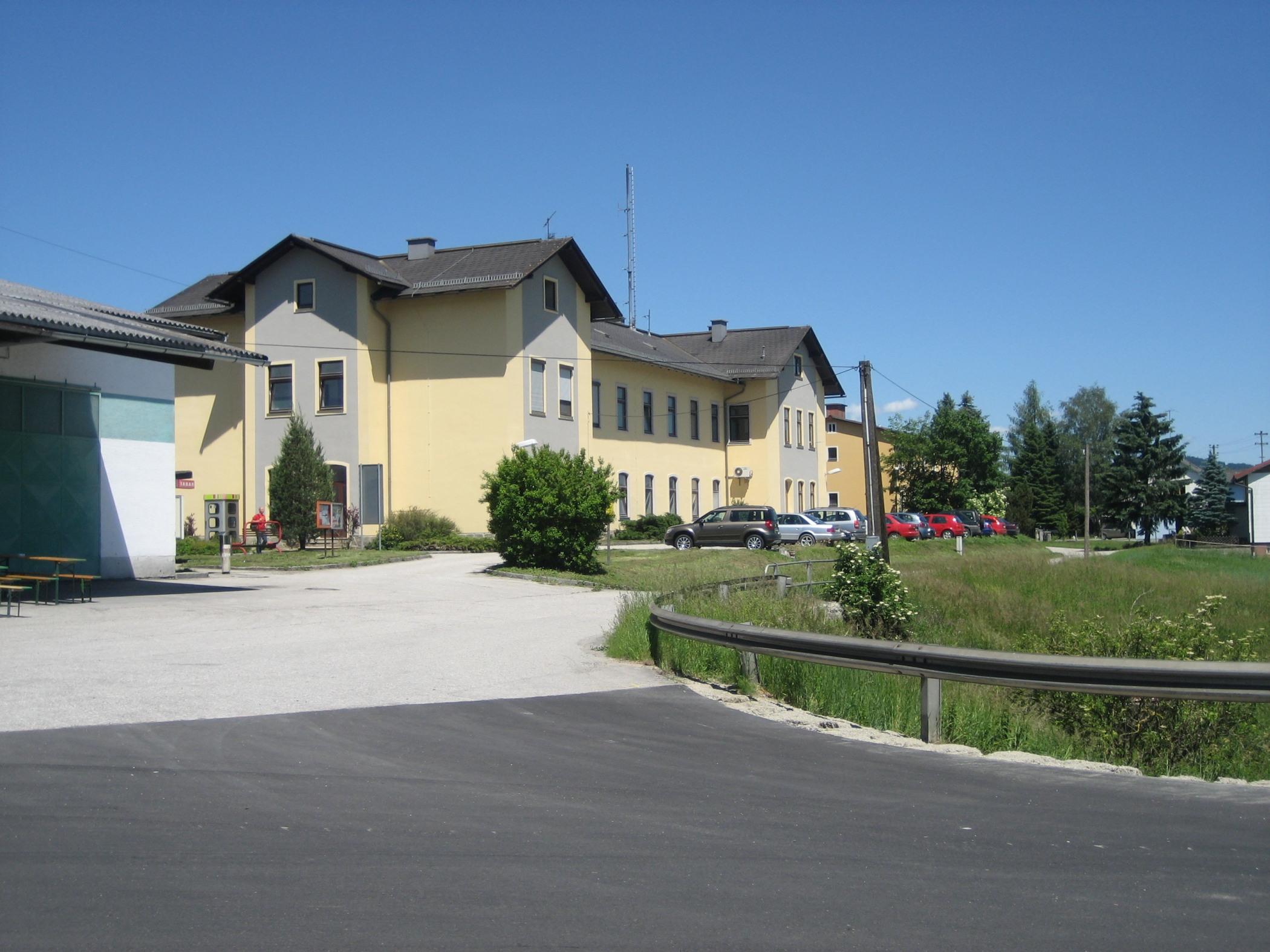
Bahnhof Summerau

Summerau liegt an der nach ihr benannten Bahnstrecke Summerauer Bahn. Der Bahnhof ist etwas nördlich der Ortschaft situiert. 1872 wurde mit dem Betrieb der Dampfeisenbahn gestartet und die Pferdeeisenbahn eingestellt. Der Bahnhof wurde 1914 erbaut und entwickelte sich 1918 zum Grenzbahnhof. 1975 wurde die Strecke von Linz bis Summerau elektrifiziert.
Nach den Ausbauplänen der ASFINAG wird mit Stand 2021 die Mühlviertler Schnellstraße östlich der Ortschaft verlaufen. Dabei soll zwischen dem Hauptort Rainbach und der Ortschaft Summerau die Halbanschlussstelle Rainbach West liegen. Der Start der Bauarbeiten war im November 2023. Fertiggestellt soll der Streckenabschnitt Freistadt Nord – Rainbach Nord im Jahr 2027 sein.